# Џонсон Сити (Канзас)
Џонсон Сити (енгл. Johnson City) град је у америчкој савезној држави Канзас.

## Демографија
По попису из 2010. године број становника је 1.495, што је 33 (-2,2%) становника мање него 2000. године.
| Група             | 2000.         | 2010.       |
| Белци             | 1.046 (68,5%) | 793 (53,0%) |
| Афроамериканци    | 15 (1,0%)     | 12 (0,8%)   |
| Азијати           | 3 (0,2%)      | 3 (0,2%)    |
| Хиспаноамериканци | 444 (29,1%)   | 663 (44,3%) |
| Укупно            | 1.528         | 1.495       |